# Prix Constant-Dauguet
Le prix Constant-Dauguet, de la fondation du même nom, est un ancien prix annuel de philosophie, créé en 1936 par l'Académie française et « décerné à l’auteur du meilleur ouvrage de morale, surtout au point de vue catholique ». Le dernier prix est attribué en 1988.

## Liste des lauréats
- 1939 : 
  - Chanoine Adrien Garnier (1879-1952) pour La femme dans le laïcat
  - Marcel Légaut pour La condition chrétienne, Prières d’un croyant et La communauté humaine
- 1940 : Marguerite Aron pour Les Ursulines
- 1941 : Jean Daujat pour La Vie surnaturelle
- 1942 : Michel Leherpeur pour Monsieur Paris
- 1943 : Nazaire Faivre (1878-1964) pour Jésus, Lumière, Amour. La Passion
- 1944 : 
  - Abbé Léon Canuet pour La Bonne Mère Placide
  - Jean de Longny (1912-1992) pour À l'ombre des grands ordres
- 1945 : Abbé Jules Mons pour Si le monde veut revivre
- 1946 : Renée Zeller (1887-1971) pour L’homme qui a connu le Christ
- 1947 : R.P. Georges Guitton (1877-1962) pour Le bienheureux Claude la Colombière
- 1948 : Marguerite Savigny-Vesco (1893-1984) pour L'amour et l'amitié chez les saints
- 1949 : Jean Guitton pour Difficultés de croire
- 1950 : Geneviève Duhamelet pour Mademoiselle d’Airoles
- 1951 : Guy Chastel pour Sainte Jeanne de France
- 1952 : 
  - Abbé Victor Lemaitre pour Qu’est-ce que le Pape ?
  - Léon Moreel pour Le R.P. Frédéric Janssoone
  - Maria Winowska pour Le fou de Notre-Dame
- 1957 : R.P. Gaston Brillet pour Un chef d’église, Saint-Paul
- 1960 : Marie-Paule Vinay pour Traité d’hygiène mentale
- 1961 : 
  - François de La Noë pour L’appel de l’esprit
  - Marie-Dominique Philippe pour Mystère du corps mystique du Christ
- 1962 : 
  - Paul Adour pour Marie de l’Incarnation
  - Geneviève Dévignes pour Florilège de Notre-Dame de l’Épine
- 1963 : Étienne Borne pour Passion de la vérité
- 1964 : Michel de Kerdreux pour Dans l’intimité d’un grand pape, Pie XI
- 1965 : René Fourrey pour Le curé d’Ars authentique
- 1967 : 
  - Chanoine François Gaquère (1888-1972) pour Le dialogue irénique Bossuet-Leibniz
  - Luce Laurand  pour Une semence de chrétiens en terre africaine
- 1968 : Michel de Certeau pour Correspondance de Jean-Joseph Surin
- 1969 : Abbé Raymond Chabirand (1913-2014) pour Amanlis, histoire d’une paroisse rurale
- 1971 : 
  - François d'Hautefeuille pour Le tourment de Simone Weil
  - Jean Tourniac pour Symbolisme maçonnique et tradition chrétienne
- 1972 : 
  - Émile Callot (1912-1993) pour La philosophie biologique de Goethe
  - Gérard de Izarra pour Regards sur le monde
- 1973 : Michel Riquet pour Chrétiens de France dans l’Europe enchaînée
- 1974 : Gabriel-Marie Garrone pour Pour vous, qui suis-je ?
- 1976 : Nicole Belmont pour Arnold Van Gennep, créateur de l’ethnographie française
- 1978 : 
  - Jacqueline Marie de Chevron Villette pour Le mal d’isolement
  - André Merlaud pour La douceur victorieuse, Placide Viel
- 1984 : 
  - Jean Chélini pour L’Église sous Pie XII. La tourmente 1939-1945
  - R.P. Jean Vinatier (1917-1998) pour Le cardinal Suhard, l’évêque du renouveau missionnaire (1874-1949)
- 1985 : Charles Méla pour La Reine et le Graal
- 1987 : Michel Lelong pour Si Dieu l’avait voulu...
- 1988 : Bernard Hours pour Madame Louise, Princesse au Carmel